# Rodney Harmon
Rodney Harmon, né le 16 août 1961 à Richmond, est un joueur de tennis américain.

## Biographie
En 1980, il remporte le championnat NCAA en double avec Mel Purcell, représentant l'université du Tennessee. Il rejoint ensuite la SMU et devient deux fois All-america en 1982 et 1983.
Pour sa première participation à un tournoi du Grand Chelem en simple, à l'US Open 1982, il atteint les quarts de finale en battant Eliot Teltscher, 9e mondial, en cinq sets (6-4, 4-6, 6-3, 3-6, 7-6). Il devient le premier joueur afro-américain à atteindre ce stade de la compétition depuis Arthur Ashe. Incité à passer professionnel, il décide de terminer ses études à la SMU et décroche un diplôme en communication. Il ne rejoint le circuit qu'en juin 1983. Il atteint cette année-là le 3e tour à Wimbledon et Montréal, puis en 1984, il est demi-finaliste au Queen's et bat Guillermo Vilas à Cincinnati.
Il remporte le tournoi de Nancy en double en mars 1985 puis met un terme à sa courte carrière au mois d'octobre. Il devient ensuite entraîneur à l'université de Miami. Entre 2002 et 2008, il est occupe le poste de directeur de la performance du tennis masculin auprès de la Fédération américaine. En 2012, il devient entraîneur de l'équipe féminine de Georgia Tech, puis en 2018, il est nommé président de la Professional Tennis Registry.

## Palmarès

### Titre en double messieurs
| No | Date       | Nom et lieu du tournoi | Catégorie | Dotation | Surface    | Partenaire     | Finalistes                       | Score    |  |
| -- | ---------- | ---------------------- | --------- | -------- | ---------- | -------------- | -------------------------------- | -------- |  |
| 1  | 18-03-1985 | Open de Lorraine Nancy |           | 80 000 $ | Dur (int.) | Marcel Freeman | Jaroslav Navrátil Jonas Svensson | 6-4, 7-6 |  |

## Parcours dans les tournois duGrand Chelem

### En simple
| Année | Open d'Australie | Open d'Australie | Internationaux de France | Internationaux de France | Wimbledon       | Wimbledon  | US Open         | US Open      | Open d'Australie | Open d'Australie |
| ----- | ---------------- | ---------------- | ------------------------ | ------------------------ | --------------- | ---------- | --------------- | ------------ | ---------------- | ---------------- |
| 1982  | n.o.             | n.o.             | —                        | —                        | —               | —          | 1/4 de finale   | J. Connors   | —                | —                |
| 1983  | n.o.             | n.o.             | —                        | —                        | 3e tour (1/16)  | K. Curren  | 2e tour (1/32)  | G. Ocleppo   | —                | —                |
| 1984  | n.o.             | n.o.             | —                        | —                        | 2e tour (1/32)  | J. McEnroe | 1er tour (1/64) | S. Simonsson | 1er tour (1/64)  | D. Cahill        |
| 1985  | n.o.             | n.o.             | —                        | —                        | 1er tour (1/64) | R. Seguso  | —               | —            | —                | —                |

N.B. : à droite du résultat se trouve le nom de l'ultime adversaire.

### En double
| Année | Open d'Australie | Open d'Australie | Internationaux de France | Internationaux de France | Wimbledon                 | Wimbledon         | US Open                      | US Open                |
| ----- | ---------------- | ---------------- | ------------------------ | ------------------------ | ------------------------- | ----------------- | ---------------------------- | ---------------------- |
| 1979  | —                | —                | —                        | —                        | —                         | —                 | 1er tour (1/32) M. De Palmer | B. Hewitt F. McMillan  |
| 1983  | —                | —                | —                        | —                        | —                         | —                 | 1/8 de finale M. Purcell     | P. Cash J. Fitzgerald  |
| 1984  | —                | —                | —                        | —                        | —                         | —                 | 2e tour (1/16) V. Winitsky   | B. Gottfried B. Manson |
| 1985  | —                | —                | —                        | —                        | 1er tour (1/32) D. Campos | C. Honey C. Steyn | —                            | —                      |

N.B. : le nom du ou de la partenaire se trouve sous le résultat ; le nom des ultimes adversaires se trouve à droite.